# Arturo Mercado Jr.
Arturo Mercado Leonel de Cervantes más conocido como Arturo Mercado Jr. o Arturito (Ciudad de México, 29 de noviembre de 1974) es un actor y director de doblaje mexicano que lleva más de 40 años de trayectoria. Es mayormente conocido por ser la voz oficial de Mickey Mouse en español desde 2004.

## Biografía
Hijo de Arturo Mercado, Arturo Mercado Jr. comenzó su preparación en el doblaje el 29 de noviembre de 1979 en la empresa Estudios Sonoros Mexicanos (ESM) bajo la dirección de su abuela. También incursionó en la locución comercial desde 1981. En sus comienzos antes de ser la voz de Mickey Mouse, tuvo papeles pequeños en películas y series en la mayoría de veces en proyectos en los que participaban su padres y familiares y se le decía Arturito y le decían que podía la voz de Scooby Doo[cita requerida]
Su primera audición para Mickey Mouse fue en 1999 instado por Raúl Aldana, sin embargo, no fue seleccionado y, en su lugar, le dejaron el personaje a Rubén Cerda. Más tarde, en 2002, fue elegido de volverlo a intentar y tras estudiar a fondo el personaje; su primera aparición como Mickey Mouse fue en la película Mickey, Donald, Goofy: Los Tres Mosqueteros.
Además de ser la voz de Mickey Mouse desde 2004, se ha desempeñado actor de voz del Sheriff Woody (2.ª voz) en la franquicia de Toy Story —debido a que el primer actor, Carlos Segundo Bravo, no quiso regresar para la tercera película al no estar convencido con el pago—, Harry Osborn en la trilogía de Spider-Man, William Lennox en la franquicia de Transformers, Linterna Verde en varios proyectos de DC comics. También la voz recurrente de los actores Tom Cruise, Jet Li, James Franco y Matt Damon. [cita requerida]